# 鴕鳥龍屬
鴕鳥龍屬（學名：Tochisaurus）是一屬小型的獸腳亞目恐龍，生存於晚白堊紀。牠的化石只有距骨，是在蒙古發現的。模式種是耐梅蓋特鴕鳥龍（T. nemegtensis），是由 Sergei Kurzanov 及 Halszka Osmólska 於 1991 年描述的。根據目前的部份骨骼，鴕鳥龍被認為是屬於傷齒龍科。